# Филиппов, Григорий Андреевич
Григорий Андреевич Филиппов (22 февраля 1922, дер. Щелканово — 3 декабря 2008, Москва) — комсорг батальона 610-го стрелкового полка 203-й стрелковой дивизии 53-й армии 2-го Украинского фронта, сержант. Герой Советского Союза (1945).

## Биография
Родился 22 февраля 1922 года в деревне Щелканово ныне Вяземского района Смоленской области в семье крестьянина. Русский. Член ВКП(б)/КПСС с 1944 года. В 1930 году с родителями переехал в Москву. Здесь окончил 7 классов и курсы горных мастеров. Работал мастером на предприятии металлохимзащиты. В 1939 году пришёл на завод, ныне ОАО «Всероссийский институт лёгких сплавов», работал подручным вальцовщика.
В январе 1942 года добровольцем ушёл в Красную Армию, хотя мог получить отсрочку. На Северо-Западном фронте участвовал в кровопролитных боях под Старой Руссой. Пережил отступление, выход из окружения. Был ранен, несколько месяцев пролежал в госпитале.
После выздоровления попал уже на Сталинградский фронт. Под Калачом Григорий был вторично ранен. Госпиталь, и снова — фронт. С боями он прошёл по Украине, Молдавии и Румынии. Отличился в боях на территории Венгрии.
В ночь на 7 ноября 1944 года с группой разведчиков сержант Филиппов переправился через реку Тиса в районе посёлка Шаруд. Он первым ворвался во вражескую траншею. Воины захватили важный рубеж, с которого отражали контратаки противника. В бою комсорг гранатой подорвал бронетранспортёр, используя вражеский пулемёт лично уничтожил десятки гитлеровцев. Дважды был ранен, но не покинул поля боя до подхода подкрепления.
Указом Президиума Верховного Совета СССР от 24 марта 1945 года за образцовое выполнение заданий командования и проявленные мужество и героизм в боях с немецко-фашистскими захватчиками сержанту Филиппову Григорию Андреевичу присвоено звание Героя Советского Союза с вручением ордена Ленина и медали «Золотая Звезда».
С 1946 года лейтенант Г. А. Филиппов — в запасе. Работал горным мастером, и за мирный труд был награждён медалью «За трудовое отличие». Жил в Москве. Умер 3 декабря 2008 года. Похоронен в Москве на Ясеневском кладбище.
Награждён орденами Ленина, Отечественной войны 1-й и 2-й степеней, Красной Звезды, Славы 3-й степени, медалями, двумя иностранными орденами.